# Kawasaki Ki-100 Goshikisen
Kawasaki Ki-100 je bilo japonsko lovsko letalo druge svetovne vojne.

## Zgodovina in začetek proizvodnje
Letalo, ki je nastalo s predelavo lovca Ki-61-II-KAI, je kmalu postalo eno najboljših japonskih lovskih letal druge svetovne vojne. Največja sprememba je bila opremljenost letala z novim radialnim motorjem, ki je najbolje deloval v višjih zračnih plasteh. Lovec se je dobro izkazal tudi v boju z zavezniškimi palubnimi lovci. Letalo so izdelovali v nekaj različicah, z zadnjim serijskim modelom ki-100-Ib pa so v zadnjih tednih vojne opremili pet sentaijev kopenske vojske.
Do sredine leta 1944 je bilo najboljše lovsko letalo sil japonskega cesarskega letalstva kopenske vojske letalo Kawasaki Ki-61 z zavezniškim kodnim imenom Tony. To letalo je bilo opremljeno z vrstnim motorjem Kawasaki Ha-40, japonsko licenčno kopijo nemškega motorja Daimler-Benz DB 601. Zaradi nenehnih težav z zanesljivostjo delovanja tega motorja in slabšo okretnostjo letala so začeli sredi leta 1944 razvijati nov motor ter kasneje še letalo. 
Najprej so razvili različico Tonyja, Ki-61-II (kasneje poimenovano Ki-61-II-KAI), ki je bila opremljena s 1.120 kW (1.500 KM) motorjem Kawasaki Ha-140. Edina pomanjkljivost tega motorja v primerjavi s predhodnikom Ki-61-I-KAIc je bila večja skupna masa. Z novim motorjem  se je končna hitrost lovca povečala s 590 km/h na 610 km/h, izboljšale pa so se tudi druge lastnosti (razen hitrosti vzpona). V začetku leta 1945 so prekinili proizvodnjo tega modela; v to pa so bili prisiljeni po tem, ko so zavezniške Supertrdnjave v bombnem napadu porušile tovarno. Tako je več kot 280 izdelanih letal ostalo brez motorjev. Armada je takoj naročila predelavo teh letal za 14 valjne radialne motorje Mitsubishi Ha-112-II (Kinsei 60) s 1.120 kW (1.500 KM).
Motor Mitsubishi Ha-112-II je bil okoli 54 kg lažji od Ha-140 in je ob isti moči deloval bolj zanesljivo. Japonci so iz uvoženega nemškega letala Fw 190A prišli do tehnologije, kako uspešno vgraditi širok motor v ozek trup letala in tri lovce Ki-61-II-KAI predelali za uporabo teh motorjev. Poleg tega so inženirji Takeo Doi, Makato Owada ter Tomio Oguchi dobili nalogo, da pripravijo načrte za predelavo preostalih letal. Nova letala naj bi naposled predelali tako, da bi na trup zakovičili dodatno pločevino in tako zmanjšali zračni upor. Sprva je bilo letalo na repu pretežko, kar pa so rešili z odstranitvijo svinčenih uteži, ki so bile potrebne pri uporabi težjega motorja Ha-140.
1. februarja 1945 je tako prvič poletel prvi prototip z imenom Ki-100. Letalo je bilo od predhodnika lažje za kar 329 kg. Razlog za to je bil, da so z letala lahko odstranili hladilnike motorja in ostale dele, ki jih potrebujejo vrstni motorji. S tem se je zmanjšala tudi obremenitev kril s 189 kg/m² na 175 kg/m². To je imelo takojšnji učinek na letalne sposobnosti novega lovca ter njegove vzletno-pristajalne zmogljivosti. Poleg tega je bilo zaradi tega letalo tudi mnogo bolj okretno v zraku in je imelo manjši obračalni krog
Lastnosti prototipa so tako osupnile generalštab, da je takoj naročil serijsko izdelavo letala pod imenom Goshikisen (Go = pet; shiki = tip; sentoki = lovec) oz. Armadni lovec Tip 5. Tovarniško ime letala je bilo Ki-100-1-Ko, vsa ogrodja pa so bila izdelana iz ogrodij lovcev Ki-61-II Kai ter Ki-61-III. Prvih 271 letal, poimenovanih Ki-100-1-Ko z dvignjenim hrbtom za pilotsko kabino, je prišlo iz tovarn marca in junija 1945. Kasneje so zadnji del trupa znižali in na letalo namestili kapljičasto oblikovano pilotsko kabino. 118 takih letal, poimenovanih Ki-100 I-Otsu, je prišlo s trakov med majem in koncem julija 1945. Ta izpeljanka je imela pod trupom tudi predelan hladilnik olja, bolj aerodinamični pa so bili še nekateri drugi deli trupa.
Novi motor je bil v primerjavi z drugimi japonskimi motorji izjemno zanesljiv. Kljub temu, da je bil v vodoravnem letu Ki-100 nekoliko počasnejši, pa je v strmoglavem letu lahko dosegel mnogo višje hitrosti od ostalih japonskih letal, to hitrost pa je tudi zlahka zadržal po izravnavi.
Oborožitev je obsegala dva topa Ho-5 kalibra 20 mm s po 250 granatami, nameščena v trupu. Granate so imele dimenzije 20x94mm, masa izstrelka pa je bila 112 g {prebojna konica (AP)} ali 79 g {12% visoko eksplozivna konica (HE)). Hitrost granat na ustju cevi je bila 700 (730 HE) m/s, učinkovit doseg pa je znašal 900 m. Teoretična hitrost streljanja 850 granat/min je bila zmanjšana za okoli 27% po tem, ko je bil mehanizem sinhroniziran za streljanje skozi propeler. Kljub temu je bila teoretična hitrost streljanja 620,5 granat/min visoka tudi po zahodnih standardih.
Dodatna oborožitev je obsegala dva mitraljeza Ho-103, kalibra 12,7 mm. Vsak je imel kapaciteto 250 nabojev 12,7x81 mm. Masa krogel je znašala 35,4 g AP (33-38 g 2,2% HE), hitrost na ustju cevi pa je bila 760 m/s (770-796 HE). Učinkovit domet je bil 750 m (2.460 m), teoretična hitrost streljanja pa 900 nab/min .
Izboljšave osnovnega modela so vodile v razvoj modela Ki-100-II, opremljenega s superpolnilnikom, ki naj bi bil namenjen prestrezanju visoko letečih bombnikov B-29. Izdelani so bili trije prototipi, ki pa niso nikoli posegli v boj.

## Uspehi letala
Armadne enote, predvidene za uporabo letal Ki-100, so bile 5. sentai, 17. sentai, 18. sentai, 20. sentai, 59. sentai, 111. sentai, 112. sentai, 200. sentai, 244. sentai ter 81. neodvisna lovska četa. Poleg omenjenih enot so se za letenje na tem letalu šolali tudi piloti v letalskih šolah v Akenu ter Hitachiju (Mito). Mnogi od inštruktorjev, ki so bili pogosto potegnjeni iz operativnih enot, so opravljali bojne naloge na tem tipu
Ki-100 je na bojno nalogo prvič poletel 9. marca 1945. Prva izguba tega lovca se je zgodila 7. aprila 1945, ko je Ki-100, ki ga je pilotiral višji vodnik Yasuo Hiema iz 18. Sentaia postal žrtev bombnika B-29.  Zavezniške posadke so kmalu ugotovile, da imajo Japonci odlično novo letalo. Čeprav je bilo letal Ki-100 precej manj od lovcev Ki-84 in so se pojavili relativno pozno v vojni, velja ta tip za eno najpomembnejših japonskih lovskih letal druge svetovne vojne. Pri napadanju visoko letečih Supertrdnjav pa so se kljub vsemu ti japonski lovci soočali s težavami, saj je motorjem z višino drastično upadla zmogljivost. V takih primerih je bila najboljša taktika čelni napad na bombniške formacije: v teh akcijah pa je bil najboljši japonski lovec mornariški Mitsubishi J2M Raiden.
25. julija 1945 se je 18 lovcev Ki-100 244. Sentaia spopadlo z desetimi ameriškimi Grumman F6F Hellcati z letalonosilke USS Belleau Wood VF-31. V bitki, ki je sledila, naj bi japonski piloti sestrelili 12 ameriških letal in sami izgubili dva lovca. Po drugih podatkih naj bi japonci sestrelili le dva ameriška lovca in sami prav tako izgubili dve letali. En Ki-100 in en Hellcat sta se zaletela, pilota major Tsutae Obara in vojak Edwin White pa sta v trčenju izgubila življenje. Ne glede na nasprotujoče si podatke, pa je iz primera jasno razvidno, da je bil Ki-100 odlično lovsko letalo, primerljivo z najboljšimi ameriškimi lovci.
Po tem, ko so zavezniki zbombardirali tovarno Kagamigahara, so Japonci proizvodnjo prenesli na več manjših obratov, kar je imelo za posledico upadanje števila dobavljenih letal. Tako je bilo med majem in julijem 1945 dobavljenih samo 12 novih letal. Proizvodnja se je dokončno ustavila zaradi nenehnega zavezniškega bombardiranja v avgustu 1945. Skupaj so tako izdelali le 118 letal tipa 1b.
Zadnje izgubljeno letalo Ki-100 je bilo sestreljeno 14. avgusta 1945, dan pred japonsko kapitulacijo. Zadnja žrtev je bil višji vodnik Fumihiko Tamagake iz 244. Sentaia, ki ga je sestrelil ameriški North American P-51 Mustang.

## Izpeljanke
- Ki-100 (prototipi): trije predelani lovci Kawasaki Ki-61 II KAI, opremljeni z radialnimi motorji
- Ki-100 I-Ko: lovec Tip 5 armade (Mark Ia). Začetni model serije, predelan KI-61 II KAI. Izdelanih 271 primerkov.
- Ki-100 I-Otsu: (Mark Ib) kapljasta pilotska kabina. 118 izdelanih primerkov.
- Ki-100 II (prototipi): opremljeni z motorji Mitsubishi Ha-112-II Ru s turbokompresorji, 1.500 KM (1.100 kW). 3 izdelani primerki.

Skupaj so izdelali 395 letal Ki-100.